# Eucereon zamorae
Eucereon zamorae là một loài bướm đêm thuộc phân họ Arctiinae, họ Erebidae.